# Discografia formației Depeche Mode
Discografia formației Depeche Mode constă în 15 albume de studio, șase albume în concert, zece compilații, 61 de discuri single și 15 colecții (box seturi), lansate la casele de discuri Mute Records, Sire Records și Reprise Records. Mai conține de asemenea și 67 de videoclipuri (neincluzând aici lansările pentru remixuri sau versiuni modificate), precum și 10 casete video/DVD-uri (neincluzând relansările) și 6 discuri single pe DVD.
Depeche Mode este o formație britanică de muzică synth pop/electronică fondată în 1980, în Basildon, Essex, Anglia. Inițial, grupul a fost alcătuit din Dave Gahan (solist vocal), Martin Gore (clape, chitară, voce, compozitor șef din 1981), Andrew Fletcher (clape) și Vince Clarke (clape, compozitor în perioada 1980–1981). Vince Clarke a părăsit formația după lansarea albumului de debut, în 1981, și a fost înlocuit de Alan Wilder (producție, clape, baterie) care a fost membru al trupei între 1982 și 1995. După plecarea lui Wilder, Gahan, Gore și Fletcher au continuat în formula de trio. În 2022, Fletcher a decedat, astfel că trupa a rămas cu doar doi membri.
De la albumul lor de debut, lansat în 1981, Depeche Mode a furnizat 45 de cântece în clasamentul Regatului Unit. La capitolul albume, trupa a atins numărul unu o dată în clasamentul Statelor Unite și de două ori în Regatul Unit (cu albumele Songs of Faith and Devotion și Ultra). Conform casei de discuri care îi reprezintă, Depeche Mode a vândut peste 72 de milioane de albume în întreaga lume. Înregistrarea video a concertului Devotional a fost nominalizată la categoria „Cel mai bun lung-metraj” la gala premiilor Grammy din 1995, în timp ce „Suffer Well”, al treilea disc single de pe albumul Playing the Angel, a fost nominalizat la categoria „Cea mai bună înregistrare dance” a acelorași premii Grammy, ediția din 2007. În 2008 a fost lansat catalogul Depeche Mode la magazinul virtual iTunes sub denumirea The Complete Depeche Mode. Pe 3 decembrie 2009, „Sounds of the Universe” a fost nominalizat pentru un premiu Grammy la secțiunea „Cel mai bun album alternativ”. De asemenea, grupul a primit și o a doua nominalizare pentru videoclipul cântecului „Wrong” la categoria „Cel mai bun videoclip muzical scurt” a celei de-a 52-a ediție a premiilor Grammy.

## Albume

### Albume de studio
| Anul | Detalii | Poziția maximă în clasamente | Poziția maximă în clasamente | Poziția maximă în clasamente | Poziția maximă în clasamente | Poziția maximă în clasamente | Poziția maximă în clasamente | Poziția maximă în clasamente | Poziția maximă în clasamente | Premii pentru numărul de vânzări | Premii pentru numărul de vânzări |
| Anul | Detalii | UK                           | SUA                          | AUT                          | GER                          | SWE                          | SWI                          | AUS                          | ITA                          | IFB (UK)                         | AIIA (US)                        |
| --- | --- | ---------------------------- | ---------------------------- | ---------------------------- | ---------------------------- | ---------------------------- | ---------------------------- | ---------------------------- | ---------------------------- | -------------------------------- | -------------------------------- |
| 1981 | Speak & Spell - Lansat: 5 octombrie 1981 - Casă de discuri: Mute, Sire - Format: CD, SACD/DVD, LP, CS, descărcare digitală                                     | 10                           | 192                          | —                            | 49                           | 21                           | —                            | —                            | —                            | Disc de aur                      |                                  |
| 1982 | A Broken Frame - Lansat: 27 septembrie 1982 - Casă de discuri: Mute, Sire - Format: CD, SACD/DVD, LP, CS, descărcare digitală                                  | 8                            | 177                          | —                            | 56                           | 22                           | —                            | —                            | —                            | Disc de aur                      |                                  |
| 1983 | Construction Time Again - Lansat: 22 august 1983 - Casă de discuri: Mute, Sire - Format: CD, SACD/DVD, LP, CS, descărcare digitală                             | 6                            | —                            | —                            | 7                            | 12                           | 21                           | —                            | —                            | Disc de aur                      |                                  |
| 1984 | Some Great Reward - Lansat: 27 august 1984 - Casă de discuri: Mute, Sire - Format: CD, SACD/DVD, LP, CS, descărcare digitală                                   | 5                            | 54                           | 19                           | 3                            | 7                            | 5                            | —                            | 32                           | Disc de argint                   | Disc de platină                  |
| 1986 | Black Celebration - Lansat: 17 martie 1986 - Casă de discuri: Mute, Sire - Format: CD, SACD/DVD, LP, CS, descărcare digitală                                   | 4                            | 90                           | 26                           | 2                            | 5                            | 1                            | —                            | 17                           | Disc de argint                   | Disc de aur                      |
| 1987 | Music for the Masses - Lansat: 28 septembrie 1987 - Casă de discuri: Mute, Sire - Format: CD, SACD/DVD, LP, CS, descărcare digitală                            | 10                           | 35                           | 16                           | 2                            | 4                            | 4                            | —                            | 7                            | Disc de argint                   | Platinum                         |
| 1990 | Violator - Lansat: 19 martie 1990 - Casă de discuri: Mute, Sire - Format: CD, SACD/DVD, LP, CS, descărcare digitală, DCC, MiniDisc                             | 2                            | 7                            | 4                            | 2                            | 6                            | 2                            | 42                           | 5                            | Disc de aur                      | 3× Disc de platină               |
| 1993 | Songs of Faith and Devotion - Lansat: 22 martie 1993 - Casă de discuri: Mute, Sire, Reprise - Format: CD, SACD/DVD, LP, CS, descărcare digitală, DCC, MiniDisc | 1                            | 1                            | 1                            | 1                            | 2                            | 1                            | 14                           | 1                            | Disc de aur                      | Disc de platină                  |
| 1997 | Ultra - Lansat: 14 aprilie 1997 - Casă de discuri: Mute, Reprise - Format: CD, SACD/DVD, LP, CS, descărcare digitală                                           | 1                            | 5                            | 5                            | 1                            | 1                            | 4                            | 7                            | 2                            | Disc de aur                      | Disc de aur                      |
| 2001 | Exciter - Lansat: 14 mai 2001 - Casă de discuri: Mute, Reprise - Format: CD, SACD/DVD, LP, descărcare digitală                                                 | 9                            | 8                            | 2                            | 1                            | 1                            | 2                            | 20                           | 2                            |                                  | Disc de aur                      |
| 2005 | Playing the Angel - Lansat: 17 octombrie 2005 - Casă de discuri: Mute, Sire/Reprise - Format: CD, SACD/DVD, LP, descărcare digitală                            | 6                            | 7                            | 1                            | 1                            | 1                            | 1                            | 45                           | 1                            | Disc de aur                      |                                  |
| 2009 | Sounds of the Universe - Lansat: 20 aprilie 2009 - Casă de discuri: Mute, EMI - Format: CD, CD+DVD, LP, descărcare digitală                                    | 2                            | 3                            | 1                            | 1                            | 1                            | 1                            | 32                           | 1                            | Disc de argint                   |                                  |
| 2013 | Delta Machine - Lansat: 22 martie 2013 - Casă de discuri: Mute, Columbia, Sony Music - Format: CD, LP, descărcare digitală                                     | 2                            | 6                            | 1                            | 1                            | 1                            | 1                            | 16                           | 1                            | Disc de argint                   |                                  |
| 2017 | Spirit - Lansat: 17 martie 2017 - Casă de discuri: Mute, Columbia - Format: CD, LP, descărcare digitală                                                        | 5                            | 5                            | 1                            | 1                            | 3                            | 1                            | 14                           | 1                            | Disc de argint                   |                                  |
| 2023 | Memento Mori - Lansat: 24 martie 2023 - Casă de discuri: Columbia, Mute - Format: CD, LP, CS, descărcare digitală                                              | 2                            | 14                           | 1                            | 1                            | 1                            | 1                            | 36                           | 1                            |                                  |                                  |
| „—” denotă că albumele fie au fost lansate în țările respective, dar nu au intrat în clasamente, fie nu au fost deloc lansate. | |                              |                              |                              |                              |                              |                              |                              |                              |                                  |                                  |

### Compilații
| Anul | Detalii | Poziția maximă în clasamente | Poziția maximă în clasamente | Poziția maximă în clasamente | Poziția maximă în clasamente | Poziția maximă în clasamente | Poziția maximă în clasamente | Poziția maximă în clasamente | Premii pentru numărul de vânzări | Premii pentru numărul de vânzări |
| Anul | Detalii | UK                           | SUA                          | AUT                          | GER                          | SWE                          | SWI                          | ITA                          | IFB (UK)                         | AIIA (SUA)                       |
| --- | --- | ---------------------------- | ---------------------------- | ---------------------------- | ---------------------------- | ---------------------------- | ---------------------------- | ---------------------------- | -------------------------------- | -------------------------------- |
| 1984 | People Are People - Lansat: 2 iulie 1984 (America de Nord) - Casa de discuri: Sire - Format: CD, LP, CS, descărcare digitală                  | —                            | 74                           | —                            | —                            | —                            | —                            | —                            |                                  | Disc de aur                      |
| 1985 | The Singles 81→85 - Lansat: 14 octombrie 1985 - Casa de discuri: Mute, Sire - Format: CD, LP, CS, descărcare digitală, MiniDisc               | 6                            | 114                          | —                            | 9                            | 18                           | 14                           | —                            | Disc de aur                      |                                  |
| 1985 | Catching Up with Depeche Mode - Lansat: 11 noiembrie 1985 (America de Nord) - Casa de discuri: Sire - Format: CD, LP, CS, descărcare digitală | —                            | 113                          | —                            | —                            | —                            | —                            | —                            |                                  | Disc de platină                  |
| 1987 | Greatest Hits - Lansat: 1987 (Germania de Est) - Casa de discuri: Amiga - Format: LP                                                          | —                            | —                            | —                            | —                            | —                            | —                            | —                            |                                  |                                  |
| 1998 | The Singles 86>98 - Lansat: 28 septembrie 1998 - Casa de discuri: Mute, Reprise - Format: CD, LP, CS, descărcare digitală, MiniDisc           | 5                            | 38                           | 2                            | 1                            | 1                            | 3                            | —                            | Disc de aur                      | Disc de platină                  |
| 2001 | The Singles 86>98 - Lansat: 31 august 2001 - Casa de discuri: Mute - Format: CD                                                               | 103                          | —                            | —                            | 83                           | —                            | —                            | 16                           |                                  |                                  |
| 2004 | Remixes 81–04 - Lansat: 5 octombrie 2004 - Casa de discuri: Mute, Reprise - Format: CD, LP, descărcare digitală                               | 24                           | —                            | 38                           | 2                            | 16                           | 7                            | 6                            |                                  |                                  |
| 2006 | The Best of Depeche Mode - volume 1 - Lansat: 13 noiembrie 2006 - Casa de discuri: Mute, Reprise - Format: CD, CD/DVD, descărcare digitală    | 18                           | 148                          | 9                            | 1                            | 13                           | 3                            | 5                            | Disc de aur                      |                                  |
| 2006 | The Complete Depeche Mode - Lansat: 19 decembrie 2006 - Casa de discuri: Mute, Reprise, Sire - Format: descărcare digitală                    | —                            | —                            | —                            | —                            | —                            | —                            | —                            |                                  |                                  |
| 2011 | Remixes 2: 81–11 - Lansat: 6 iunie 2011 - Casa de discuri: Mute - Format: CD, LP, descărcare digitală                                         | 24                           | 105                          | 11                           | 3                            | 9                            | 6                            | 9                            |                                  |                                  |
| „—” denotă că albumele fie au fost lansate în țările respective, dar nu au intrat în clasamente, fie nu au fost deloc lansate. | |                              |                              |                              |                              |                              |                              |                              |                                  |                                  |

### Albume în concert
| Anul | Detalii | Poziția maximă în clasamente | Poziția maximă în clasamente | Poziția maximă în clasamente | Poziția maximă în clasamente | Poziția maximă în clasamente | Poziția maximă în clasamente | Premii pentru numărul de vânzări | Premii pentru numărul de vânzări |
| Anul | Detalii | UK                           | SUA                          | AUT                          | GER                          | SWE                          | SWI                          | IFB (UK)                         | AIIA (SUA)                       |
| --- | --- | ---------------------------- | ---------------------------- | ---------------------------- | ---------------------------- | ---------------------------- | ---------------------------- | -------------------------------- | -------------------------------- |
| 1989 | 101 - Lansat: 11 martie 1989 - Casa de discuri: Mute, Sire - Format: CD, LP, CS, descărcare digitală, SACD                          | 5                            | 45                           | 13                           | 3                            | 14                           | 11                           | Disc de argint                   | Disc de platină                  |
| 1993 | Songs of Faith and Devotion Live - Lansat: 6 decembrie 1993 - Casa de discuri: Mute, Sire - Format: CD, LP, CS, descărcare digitală | 46                           | 193                          | —                            | 50                           | 22                           | 47                           |                                  |                                  |
| 2006 | Recording the Angel - Lansat: 2006 - Casa de discuri: Mute - Format: CD, descărcare digitală                                        | —                            | —                            | —                            | —                            | —                            | —                            |                                  |                                  |
| 2006 | Touring the Angel: Live in Milan - Lansat: 25 septembrie 2006 - Casa de discuri: Mute - Format: CD                                  | —                            | —                            | —                            | 2                            | —                            | 54                           |                                  |                                  |
| 2009 | Recording the Universe - Lansat: 2009 - Casa de discuri: Mute - Format: CD, descărcare digitală                                     | —                            | —                            | —                            | —                            | —                            | —                            |                                  |                                  |
| 2010 | Tour of the Universe : Barcelona 20/21.11.09 - Lansat: 5 noiembrie 2010 - Casa de discuri: Mute - Format: CD                        | —                            | —                            | —                            | 1                            | 24                           | —                            |                                  |                                  |
| 2014 | Live in Berlin - Lansat: 17 noiembrie 2014 - Casa de discuri: Mute, Columbia - Format: CD, DVD, descărcare digitală                 | 64                           | —                            | 13                           | 2                            | 22                           | 13                           |                                  |                                  |
| 2020 | Live Spirits Soundtrack - Lansat: 26 iunie 2020 - Casa de discuri: Mute, Columbia - Format: CD, descărcare digitală                 | —                            | —                            | 4                            | 1                            | —                            | 6                            |                                  |                                  |
| „—” denotă că albumele fie au fost lansate în țările respective, dar nu au intrat în clasamente, fie nu au fost deloc lansate. | |                              |                              |                              |                              |                              |                              |                                  |                                  |

## Discuri single

### Anii 1980
| 1981 | „Dreaming of Me”                   | 57 | —  | —  | —  | —  | —  | —  | —  | —  | —  | Fără album              |
| 1981 | „New Life”                         | 11 | —  | 22 | —  | —  | —  | 1  | —  | —  | —  | Speak & Spell           |
| 1981 | „Just Can't Get Enough”            | 8  | —  | 16 | —  | —  | —  | 14 | —  | —  | 4  | Speak & Spell           |
| 1982 | „See You”                          | 6  | —  | 9  | —  | —  | 44 | —  | —  | —  | —  | A Broken Frame          |
| 1982 | „The Meaning of Love”              | 12 | —  | 17 | —  | —  | 64 | 16 | —  | —  | —  | A Broken Frame          |
| 1982 | „Leave in Silence”                 | 18 | —  | 13 | —  | —  | 58 | 17 | —  | —  | —  | A Broken Frame          |
| 1983 | „Get the Balance Right!”           | 13 | —  | 16 | —  | —  | 38 | —  | —  | —  | —  | Fără album              |
| 1983 | „Everything Counts”                | 6  | —  | 15 | —  | —  | 23 | 18 | 32 | 8  | —  | Construction Time Again |
| 1983 | „Love, in Itself”                  | 21 | —  | 27 | —  | —  | 28 | —  | —  | —  | —  | Construction Time Again |
| 1984 | „People Are People”                | 4  | 13 | 2  | 6  | —  | 1  | 15 | 20 | 4  | 25 | Some Great Reward       |
| 1984 | „Master and Servant”               | 9  | 87 | 6  | —  | 34 | 2  | 7  | 27 | 8  | 89 | Some Great Reward       |
| 1984 | „Blasphemous Rumours” / „Somebody” | 16 | —  | 8  | —  | —  | 22 | —  | —  | 19 | 87 | Some Great Reward       |
| 1985 | „Shake the Disease”                | 18 | —  | 9  | —  | 13 | 4  | 5  | 29 | 6  | —  | The Singles 81→85       |
| 1985 | „It's Called a Heart”              | 18 | —  | 5  | —  | 29 | 8  | 7  | 16 | 7  | —  | The Singles 81→85       |
| 1986 | „Stripped” / „But Not Tonight”     | 15 | —  | 6  | —  | —  | 4  | 9  | 14 | 8  | —  | Black Celebration       |
| 1986 | „A Question of Lust”               | 28 | —  | 13 | —  | —  | 8  | 17 | —  | 12 | —  | Black Celebration       |
| 1986 | „A Question of Time”               | 17 | —  | 10 | —  | 29 | 4  | 18 | —  | 9  | —  | Black Celebration       |
| 1987 | „Strangelove”                      | 16 | 76 | 6  | 29 | 25 | 2  | 5  | 24 | 3  | —  | Music for the Masses    |
| 1987 | „Never Let Me Down Again”          | 22 | 63 | 12 | 29 | 29 | 2  | 7  | 13 | 7  | 82 | Music for the Masses    |
| 1987 | „Behind the Wheel”                 | 21 | 61 | 16 | —  | 21 | 6  | 10 | —  | 6  | 98 | Music for the Masses    |
| 1988 | „Little 15”                        | 60 | —  | —  | 25 | —  | 16 | —  | —  | 18 | —  | Music for the Masses    |
| 1988 | „Strangelove '88”                  | —  | 50 | —  | —  | —  | —  | —  | —  | —  | —  | Music for the Masses    |
| 1989 | „Everything Counts (Live)”         | 22 | —  | 17 | 26 | —  | 12 | —  | —  | 18 | —  | 101                     |
| 1989 | „Personal Jesus”                   | 13 | 28 | 7  | —  | 27 | 5  | 17 | 4  | 5  | —  | Violator                |
| „—” denotă că albumele fie au fost lansate în țările respective, dar nu au intrat în clasamente, fie nu au fost deloc lansate. |                                    |    |    |    |    |    |    |    |    |    |    |                         |

### Anii 1990
| 1990 | „Enjoy the Silence”       | 6  | 8  | 3  | 13 | 9  | 2  | 5  | 5 | 2  | 71 | Violator                    |
| 1990 | „Policy of Truth”         | 16 | 15 | 11 | —  | 31 | 7  | 20 | 5 | 12 | —  | Violator                    |
| 1990 | „World in My Eyes”        | 17 | 52 | 7  | —  | 30 | 7  | —  | — | 5  | —  | Violator                    |
| 1993 | „I Feel You”              | 8  | 37 | 6  | 7  | 5  | 4  | 2  | — | 4  | 37 | Songs of Faith and Devotion |
| 1993 | „Walking in My Shoes”     | 14 | 69 | 15 | 29 | 23 | 14 | 8  | 9 | 26 | 74 | Songs of Faith and Devotion |
| 1993 | „Condemnation”            | 9  | —  | 19 | —  | 36 | 23 | 3  | — | 38 | 78 | Songs of Faith and Devotion |
| 1994 | „In Your Room”            | 8  | —  | 15 | —  | 10 | 24 | 2  | — | 14 | 40 | Songs of Faith and Devotion |
| 1997 | „Barrel of a Gun”         | 4  | 47 | 13 | 15 | 22 | 3  | 1  | 2 | 30 | 33 | Ultra                       |
| 1997 | „It's No Good”            | 5  | 38 | 13 | 28 | —  | 5  | 1  | 1 | 30 | 52 | Ultra                       |
| 1997 | „Home”                    | 23 | 88 | —  | —  | —  | 11 | 10 | 1 | 47 | —  | Ultra                       |
| 1997 | „Useless”                 | 28 | —  | —  | —  | —  | 16 | 16 | — | —  | —  | Ultra                       |
| 1998 | „Only When I Lose Myself” | 17 | 61 | 28 | 10 | 29 | 2  | 4  | 3 | 16 | 34 | The Singles 86>98           |
| „—” denotă că albumele fie au fost lansate în țările respective, dar nu au intrat în clasamente, fie nu au fost deloc lansate. |                           |    |    |    |    |    |    |    |   |    |    |                             |

### Anii 2000
| 2001 | „Dream On”                         | 6  | 85 | 24 | 9  | 12 | 1  | 4  | 1  | 13 | —  | Exciter                |
| 2001 | „I Feel Loved”                     | 12 | —  | 27 | 44 | 39 | 9  | 16 | 5  | 64 | 95 | Exciter                |
| 2001 | „Freelove”                         | 19 | —  | 41 | 61 | 52 | 8  | 20 | 3  | 67 | —  | Exciter                |
| 2002 | „Goodnight Lovers”                 | —  | —  | —  | —  | 64 | 15 | 33 | 16 | 69 | —  | Exciter                |
| 2004 | „Enjoy the Silence '04”            | 7  | —  | —  | 48 | 15 | 5  | 31 | 10 | 44 | —  | Remixes 81 - 04        |
| 2004 | „Remixes 04”                       | 75 | —  | —  | —  | —  | —  | —  | —  | —  | —  | Remixes 81 - 04        |
| 2005 | „Precious”                         | 4  | 71 | 12 | 9  | 32 | 2  | 1  | 1  | 12 | —  | Playing the Angel      |
| 2005 | „A Pain that I'm Used To”          | 15 | —  | 31 | 24 | 96 | 11 | 13 | 2  | 23 | —  | Playing the Angel      |
| 2006 | „Suffer Well”                      | 12 | —  | 18 | 67 | 87 | 13 | 20 | 5  | 66 | —  | Playing the Angel      |
| 2006 | „John the Revelator” / „Lilian”    | 18 | —  | 22 | —  | —  | 16 | 19 | 16 | 70 | —  | Playing the Angel      |
| 2006 | „Martyr”                           | 13 | —  | 32 | 31 | 64 | 2  | 10 | 1  | 17 | —  | The Best Of, Volume 1  |
| 2009 | „Wrong”                            | 24 | —  | 34 | 4  | 10 | 2  | 5  | 1  | 23 | —  | Sounds of the Universe |
| 2009 | „Peace”                            | 57 | —  | —  | 72 | 18 | 25 | 59 | 5  | 53 | —  | Sounds of the Universe |
| 2009 | „Perfect”                          | —  | 40 | —  | —  | —  | —  | —  | —  | —  | —  | Sounds of the Universe |
| 2009 | „Fragile Tension” / „Hole To Feed” | —  | —  | —  | —  | 27 | 39 | —  | —  | —  | —  | Sounds of the Universe |
| „—” denotă că albumele fie au fost lansate în țările respective, dar nu au intrat în clasamente, fie nu au fost deloc lansate. |                                    |    |    |    |    |    |    |    |    |    |    |                        |

### Anii 2010
| 2011 | „Personal Jesus 2011”    | 119 | — | —  | 73 | 91 | 36 | — | —  | 73 | 5  | Remixes 2: 81–11 |
| 2013 | „Heaven”                 | 60  | — | 84 | 22 | 27 | 2  | — | 33 | 18 | 1  | Delta Machine    |
| 2013 | „Soothe My Soul”         | 88  | — | —  | —  | 45 | 22 | — | —  | —  | 1  | Delta Machine    |
| 2013 | „Should Be Higher”       | 81  | — | —  | 60 | 58 | 19 | — | —  | 61 | 11 | Delta Machine    |
| 2017 | „Where's the Revolution” | —   | — | —  | —  | 22 | 29 | — | —  | 57 | 3  | Spirit (album)   |
| 2017 | „Going Backwards”        | —   | — | —  | —  | 90 | —  | — | —  | —  | —  | Spirit (album)   |
| 2017 | „Cover Me"”              | —   | — | —  | —  | 67 | —  | — | —  | —  | 35 | Spirit (album)   |
| „—” denotă că albumele fie au fost lansate în țările respective, dar nu au intrat în clasamente, fie nu au fost deloc lansate. |                          |     |   |    |    |    |    |   |    |    |    |                  |

### Anii 2020
| 2023 | "Ghosts Again"          | 14 | 42 | 24 | 63 | 28 | 2 | 22 | 42 | 79 | 9 | Memento Mori |
| 2023 | "My Cosmos Is Mine"     | 32 | —  | —  | —  | —  | — | —  | —  | —  | — | Memento Mori |
| 2023 | "Wagging Tongue"        | 22 | —  | —  | 54 | —  | — | —  | —  | —  | — | Memento Mori |
| 2023 | "Speak to Me"           | —  | —  | —  | —  | —  | — | —  | —  | —  | — | Memento Mori |
| 2023 | "My Favourite Stranger" | 19 | —  | —  | —  | —  | — | —  | —  | —  | — | Memento Mori |
| 2024 | "Before We Drown"       | 58 | —  | —  | —  | —  | — | —  | —  | —  | — | Memento Mori |
| 2024 | "People Are Good"       | 52 | —  | —  | —  | —  | — | —  | —  | —  | — | Memento Mori |
| "—" denotă că single-ul fie a fost lansat în țările respective, dar nu a intrat în clasamente, fie nu a fost deloc lansat. |                         |    |    |    |    |    |   |    |    |    |   |              |

## Box seturi
| Anul | Detalii                                                                                          | Clasamente |
| Anul | Detalii                                                                                          | GER        |
| ---- | ------------------------------------------------------------------------------------------------ | ---------- |
| 1991 | Singles Box, Vol. 1 - Lansat: 28 noiembrie 1991 - Casa de discuri: Rhino, WEA - Relansat în 2004 | —          |
| 1991 | X1 - Lansat: 1991 - Casa de discuri: WEA - Lansat doar în Japonia                                | —          |
| 1991 | X2 - Lansat: 1991 - Casa de discuri: WEA - Lansat doar în Japonia                                | —          |
| 1991 | Singles Box, Vol. 2 - Lansat: 28 noiembrie 1991 - Casa de discuri: Rhino, WEA - Relansat în 2004 | —          |
| 1991 | Singles Box, Vol. 3 - Lansat: 12 decembrie 1991 - Relansat în 2004                               | —          |
| 2004 | Singles Box, Vol. 4 - Lansat: 30 martie 2004 - Casa de discuri: Rhino, WEA                       | 84         |
| 2004 | Singles Box, Vol. 5 - Lansat: 30 martie 2004 - Casa de discuri: Rhino, WEA                       | 85         |
| 2004 | Singles Box, Vol. 6 - Lansat: 30 martie 2004 - Casa de discuri: Rhino, WEA                       | 88         |

## Videografie

### Videoclipuri
| Anul | Cântecul                                    | Regizorul                      |
| ---- | ------------------------------------------- | ------------------------------ |
| 1981 | „Just Can't Get Enough”                     | Clive Richardson               |
| 1982 | „See You”                                   | Julien Temple                  |
| 1982 | „The Meaning of Love”                       | Julien Temple                  |
| 1982 | „Leave in Silence”                          | Julien Temple                  |
| 1983 | „Get the Balance Right!”                    | Kevin Hewitt                   |
| 1983 | „Everything Counts”                         | Clive Richardson               |
| 1983 | „Love, in Itself”                           | Clive Richardson               |
| 1984 | „People Are People” (Versiunea 7")          | Clive Richardson               |
| 1984 | „People Are People” (Versiunea 12")         | Clive Richardson               |
| 1984 | „Master and Servant”                        | Clive Richardson               |
| 1984 | „Blasphemous Rumours”                       | Clive Richardson               |
| 1984 | „Somebody”                                  | Clive Richardson               |
| 1985 | „Shake the Disease”                         | Peter Care                     |
| 1985 | „It's Called a Heart”                       | Peter Care                     |
| 1986 | „Stripped”                                  | Peter Care                     |
| 1986 | „But Not Tonight” (Versiunea întâi)         | Tamra Davis                    |
| 1986 | „But Not Tonight” (Versiunea a doua)        | Tamra Davis                    |
| 1986 | „A Question of Lust”                        | Clive Richardson               |
| 1986 | „A Question of Time”                        | Anton Corbijn                  |
| 1987 | „Strangelove”                               | Anton Corbijn                  |
| 1987 | „Strangelove” (Versiune cenzurază)          | Anton Corbijn                  |
| 1987 | „Never Let Me Down Again” (Versiunea 7")    | Anton Corbijn                  |
| 1987 | „Never Let Me Down Again” (Versiunea 12")   | Anton Corbijn                  |
| 1987 | „Behind the Wheel”                          | Anton Corbijn                  |
| 1987 | „Behind the Wheel” (Versiunea remixată)     | Anton Corbijn                  |
| 1987 | „Pimpf”                                     | Anton Corbijn                  |
| 1988 | „Little 15”                                 | Martyn Atkins                  |
| 1988 | „Strangelove '88”                           | Martyn Atkins                  |
| 1989 | „Everything Counts (Live)”                  | D. A. Pennebaker               |
| 1989 | „Personal Jesus”                            | Anton Corbijn                  |
| 1989 | „Personal Jesus” (Versiunea cenzurată)      | Anton Corbijn                  |
| 1990 | „Enjoy the Silence”                         | Anton Corbijn                  |
| 1990 | „Policy of Truth”                           | Anton Corbijn                  |
| 1990 | „World in My Eyes” (Versiunea întâi)        | Anton Corbijn                  |
| 1990 | „World in My Eyes” (Versiunea a doua)       | Anton Corbijn                  |
| 1990 | „Halo”                                      | Anton Corbijn                  |
| 1990 | „Clean”                                     | Anton Corbijn                  |
| 1993 | „I Feel You”                                | Anton Corbijn                  |
| 1993 | „Walking in My Shoes”                       | Anton Corbijn                  |
| 1993 | „Walking in My Shoes” (Versiunea cenzurată) | Anton Corbijn                  |
| 1993 | „Condemnation” (Paris mix)                  | Anton Corbijn                  |
| 1993 | „Condemnation” (Versiunea live)             | Anton Corbijn                  |
| 1993 | „Personal Jesus” (Versiunea live)           | Anton Corbijn                  |
| 1993 | „Enjoy the Silence” (Versiunea live)        | Anton Corbijn                  |
| 1993 | „Halo” (Versiunea live)                     | Anton Corbijn                  |
| 1993 | „One Caress”                                | Kevin Kerslake                 |
| 1994 | „In Your Room”                              | Anton Corbijn                  |
| 1997 | „Barrel of a Gun”                           | Anton Corbijn                  |
| 1997 | „It's No Good”                              | Anton Corbijn                  |
| 1997 | „Home”                                      | Steven Green                   |
| 1997 | „Useless”                                   | Anton Corbijn                  |
| 1998 | „Only When I Lose Myself”                   | Brian Griffin                  |
| 2001 | „Dream On”                                  | Stéphane Sednaoui              |
| 2001 | „I Feel Loved”                              | John Hillcoat                  |
| 2001 | „I Feel Loved” (Dan-O-Rama remix)           | John Hillcoat                  |
| 2001 | „I Feel Loved” (Dan-O-Rama remix edit)      | John Hillcoat                  |
| 2001 | „I Feel Loved” (Versiunea live)             | Anton Corbijn                  |
| 2001 | „Freelove”                                  | John Hillcoat                  |
| 2001 | „Freelove” (Versiunea live)                 | Anton Corbijn                  |
| 2002 | „Goodnight Lovers”                          | John Hillcoat                  |
| 2004 | „Enjoy the Silence '04”                     | Uwe Flade                      |
| 2005 | „Precious”                                  | Uwe Flade                      |
| 2005 | „A Pain that I'm Used To”                   | Uwe Flade                      |
| 2006 | „Suffer Well”                               | Anton Corbijn                  |
| 2006 | „John the Revelator”                        | Blue Leach                     |
| 2006 | „Martyr”                                    | Robert Chandler                |
| 2009 | „Wrong”                                     | Patrick Daughters              |
| 2009 | „Peace”                                     | Jonas & François               |
| 2009 | „Hole to Feed”                              | Eric Wareheim                  |
| 2009 | „Fragile Tension”                           | Robert Chandler & Barney Steel |
| 2011 | „Personal Jesus 2011”                       | Patrick Daughters              |
| 2013 | „Heaven”                                    | Timothy Saccenti               |
| 2013 | „Soothe My Soul”                            | Warren Fu                      |
| 2013 | „Should Be Higher” (live)                   | Anton Corbijn                  |
| 2017 | „Where's the Revolution”                    | Anton Corbijn                  |
| 2017 | „Going Backwards”                           | Timothy Saccenti               |
| 2017 | „Going Backwards” (360° version)            | Timothy Saccenti               |
| 2017 | „Heroes”                                    | Timothy Saccenti               |
| 2017 | „Cover Me”                                  | Anton Corbijn                  |
| 2023 | "Ghosts Again"                              | Anton Corbijn                  |
| 2023 | "Wagging Tongue"                            | The Sacred Egg                 |
| 2023 | "My Favourite Stranger"                     | Anton Corbijn                  |
| 2024 | "Before We Drown"                           | Anton Corbijn                  |
| 2024 | "People Are Good"                           | Rich Hall                      |

### Albume video
| Anul | Detalii |
| ---- | --- |
| 1985 | The World We Live In and Live in Hamburg - Lansat: 1985 - Casa de discuri: Virgin, Mute, Sire - Format: VHS, Beta, Laserdisc         |
| 1985 | Some Great Videos - Lansat: 1985 - Casa de discuri: Virgin, Sire - Format: VHS, Laserdisc                                            |
| 1988 | Strange - Lansat: 1988 - Casa de discuri: Virgin, Mute, Sire, Reprise - Format: VHS, Laserdisc                                       |
| 1989 | 101 - Lansat: 1989 - Casa de discuri: Mute, Sire, Reprise - Format: VHS, DVD, Laserdisc, UMD                                         |
| 1990 | Strange Too - Lansat: 1990 - Casa de discuri: Mute, Sire, Reprise - Format: VHS, Laserdisc                                           |
| 1993 | Devotional - Lansat: 1993 - Casa de discuri: Mute, Sire, Reprise - Format: VHS, Laserdisc, DVD, UMD                                  |
| 1998 | The Videos 86>98 - Lansat: 1998 - Casa de discuri: Mute, Reprise - Format: DVD, VHS                                                  |
| 1998 | Some Great Videos 81>85 - Lansat: 1998 - Casa de discuri: Mute - Format: DVD                                                         |
| 2002 | One Night in Paris - Lansat: 27 mai 2002 - Casa de discuri: Mute, Reprise - Format: DVD, VHS, UMD                                    |
| 2002 | The Videos 86>98 + - Lansat: 25 noiembrie 2002 - Casa de discuri: Mute, Reprise - Format: DVD, VHS                                   |
| 2006 | Touring the Angel: Live in Milan - Lansat: 25 septembrie 2006 - Casa de discuri: Mute, Reprise - Format: DVD/CD                      |
| 2006 | The Best Of, Volume 1 - Lansat: 13 noiembrie 2006 - Casa de discuri: Mute, Reprise - Format: DVD/CD                                  |
| 2010 | Tour of the Universe : Barcelona 20/21.11.09 - Lansat: 8 noiembrie 2010 - Casa de discuri: Mute, Reprise - Format: DVD, Blu-Ray Disc |

### Discuri single pe DVD
| Anul | Detalii |
| ---- | --- |
| 2001 | „Freelove” - Lansat: 11 noiembrie 2001 - Casa de discuri: Mute, Reprise                                     |
| 2005 | „Precious” - Lansat: 3 octombrie 2005 - Casa de discuri: Mute - Lansat doar în Regatul Unit                 |
| 2005 | „A Pain that I'm Used To” - Lansat: 12 decembrie 2005 - Casa de discuri: Mute - Lansat doar în Regatul Unit |
| 2006 | „Suffer Well” - Lansat: 27 martie 2006 - Casa de discuri: Mute - Lansat doar în Regatul Unit                |
| 2006 | „John the Revelator” /„Lilian” - Lansat: 4 iunie 2006 - Casa de discuri: Mute - Lansat doar în Regatul Unit |
| 2006 | „Martyr” - Lansat: 30 octombrie 2006 - Casa de discuri: Mute - Lansat doar în Regatul Unit                  |

## Alte apariții
| Anul | Cântecul                                                      | Albumul                                 | Interpretul                  | Note | Poziția maximă în clasamente |
| ---- | ------------------------------------------------------------- | --------------------------------------- | ---------------------------- | --- | ---------------------------- |
| 1981 | „Photographic”                                                | Some Bizzare Album                      | Mai mulți                    | - Compilație lansată în 1981 de casa de discuri Some Bizzare                                                                                        | —                            |
| 1991 | „Death's Door”                                                | Until the End of the World (soundtrack) | Mai mulți                    | - Coloana sonoră a filmului Until the End of the World regizat de Wim Wenders, lansat în 1991. - Casa de discuri: Warner Bros. Records - Format: CD | US Billboard: 114            |
| 2007 | „Everything Counts (Oliver Huntemann and Stephan Bodzin Dub)” | Cooking For Pump-Kin: Special Menu      | Benny Benassi (Album Artist) | - Un album de remixuri al lui Benny Benassi - Casa de discuri: Pump-Kin Music                                                                       | —                            |